# Energia solar na Casa Branca

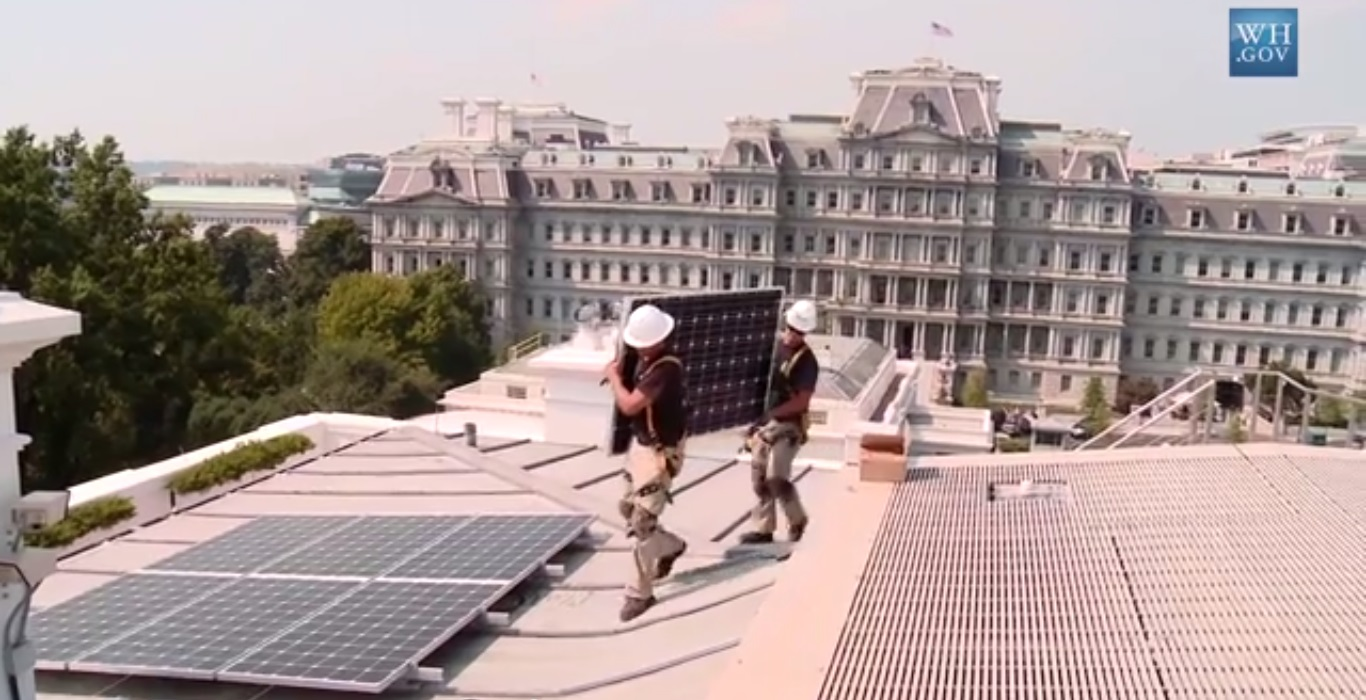
Painéis solares sendo instalados no telhado da Casa Branca, 2014

A energia solar na Casa Branca foi introduzida pela primeira vez em 1979. Os painéis solares foram removidos em 1986. A energia solar foi reintroduzida no início do século XXI.

## Antecedentes
O engenheiro mecânico Fred Morse foi abordado pela administração Richard Nixon para avaliar o potencial da energia solar. Ele levou vários anos para descobrir o que poderia ser instalado no telhado da Casa Branca. Os painéis não podiam alterar ou mudar a aparência da casa e eram, em última análise, brancos em oposição a uma cor mais escura por razões estéticas.
A necessidade de fontes alternativas de energia além dos combustíveis fósseis e da independência energética cresceu após as crises do petróleo de 1973 e 1979. A posição crítica de Jimmy Carter em sua posse foi aquecida por painéis solares. O governo Carter aumentou o orçamento para o desenvolvimento de pesquisas em tecnologia de energia e introduziu créditos fiscais para energia solar.

## Governo Carter
Em 20 de junho de 1979, 32 painéis solares de aquecimento de água foram colocados no telhado da Ala Oeste. Os painéis foram feitos pela InterTechnology/Solar Corp. de Warrenton, Virgínia, e instalados por Hector Guevara da Alternate Energy Industries Corp. Na cerimônia de inauguração dos painéis, o presidente Carter disse: "No ano 2000, este aquecedor solar de água atrás de mim, que está sendo inaugurado hoje, ainda estará aqui fornecendo energia barata e eficiente... Daqui a uma geração, este aquecedor solar pode ser uma curiosidade, uma peça de museu, um exemplo de uma estrada não tomada ou pode ser apenas uma pequena parte de uma das maiores e mais emocionantes aventuras já empreendidas pelo povo americano".
Os painéis forneceram quase 75 por cento da energia para aquecer 1.000 galões de água na cozinha dos funcionários da Casa Branca. O governo Carter estabeleceu uma meta para a energia renovável nos Estados Unidos de gerar 20 por cento das necessidades energéticas do país até o ano 2000. As isenções fiscais para painéis solares foram eliminadas sob o governo Ronald Reagan. Em 2013, sete por cento das necessidades energéticas dos EUA era derivadas de fontes renováveis. 0,1 por cento dessa energia foi gerada a partir da energia solar.

## Remoção sob o governo Reagan
Os painéis foram removidos em 1986 durante o governo Reagan durante a reforma do telhado e armazenados em um depósito em Franconia, Virgínia.
Um funcionário do Unity College pediu que eles fossem entregues a eles, e eles foram transferidos para a faculdade em um antigo ônibus escolar e instalados em 1992. Os painéis foram usados para reaquecer água para o refeitório da faculdade. A faculdade recebeu uma carta de Carter expressando sua felicidade com a instalação. Em outubro de 2004, a faculdade planejou leiloar os painéis solares, pois eles estavam desatualizados.
Três dos painéis fazem parte de coleções de museus. Um dos painéis foi doado pelo Unity College ao Museu Nacional da História Americana em 2009. Outro está em exposição na Biblioteca e Museu Jimmy Carter. Um terceiro painel faz parte do Museu de Ciência e Tecnologia Solar em Dezhou, China, desde 2013.

## Século XXI
Em 2003, o governo George W. Bush reinstalou aquecedores solares térmicos. Essas unidades são usadas para aquecer água para o pessoal de manutenção paisagística e para a piscina presidencial e o spa. Cento e sessenta e sete painéis solares fotovoltaicos conectados à rede foram instalados ao mesmo tempo no telhado da instalação de manutenção. As mudanças não foram divulgadas, pois uma porta-voz da Casa Branca disse que as mudanças eram um assunto interno. A história foi recolhida por jornais comerciais do setor.
Em 2010, Steven Chu, secretário da energia do governo Barack Obama, anunciou que painéis solares seriam reinstalados no telhado, dizendo que "À medida que avançamos em direção a uma economia de energia limpa, a Casa Branca dará o exemplo". Os painéis foram instalados em 2013, tornando-se a primeira vez que a energia solar seria usada nos aposentos do presidente.